# Staurogyne perpusilla
Staurogyne perpusilla är en akantusväxtart som beskrevs av Ambrose Nathaniel Henry och Balakr.. Staurogyne perpusilla ingår i släktet Staurogyne och familjen akantusväxter. Inga underarter finns listade i Catalogue of Life.